# Ільїн Володимир Адольфович
Володимир Адольфович Ільїн (рос. Влади́мир Адо́льфович Ильи́н; * 16 листопада 1947, Свердловськ, РРФСР, СРСР) — радянський і російський актор театру і кіно. Народний артист Російської Федерації (1999). Лауреат Державної премії Російської Федерації (1999).

## Біографія
Народився в родині актора Адольфа Олексійовича Ільїна і лікаря-педіатра Зінаїди Борисівни Ільїної.
У 1969 році закінчив акторський факультет Свердловського театрального училища.
Працював в Московському театрі «Скоморох» під керівництвом Геннадія Юденича, в Казанському театрі юного глядача.
З 1974 по 1989 служив в Московському академічному театрі імені Володимира Маяковського під керівництвом Андрія Гончарова.
З 1989 року актор працює за договорами.
У січні 2021 року доданий до бази «Миротворця» за незаконий перетин державного кордону України та протиправне відвідування Автономної Республіки Крим в 2018 році. Цього ж року виконав роль в російському пропагандистському фільмі «Пригрів».

## Фільмографія
- 1969 — Женя, Женечка і «Катюша» — солдат зі словами: «Фріци з тилу!»
- 1969 — Сини йдуть у бій — епізод
- 1973 — Веселий калейдоскоп —  Качкін
- 1974 — Час її синів —  шахтар
- 1979 — Інтерв'ю в Буенос-Айресі (фільм-спектакль) —  Педро
- 1983 — Ціна повернення —  Генка «Канделябр»
- 1986 — Мій улюблений клоун —  Роман Самоновський
- 1987 — Час літати —  Андрій Костянтинович, пасажир
- 1988 — Чорний коридор —  Сергій Кропотов
- 1988 — Захисник Сєдов —  Володимир Сєдов, відомий адвокат
- 1988 — Дубровський
- 1988 — Ворожіння на баранячій лопатці —  Хомич
- 1989 — Аварія — дочка мента —  Олексій Ніколаєв, батько Валерії
- 1989 — СВ. Спальний вагон —  Петков
- 1990 — Рій —  дурник Артюша, прийомний син Заварзіна
- 1990 — Похорон Сталіна —  людина в пивній
- 1990 — Мій чоловік — іншопланетянин —  Всеволод Аскольдович Китаєць, пацієнт Люсі, кінолог
- 1990 — Шапка —  Фіма Рахлін, член Спілки письменників, автор 11 книг «про хороших людей»
- 1990 — Сукині діти —  Лев Олександрович Бусигін (він же Льова)
- 1991 — Загублений в Сибіру —  Віктор Іванович Малахов
- 1991 — Вовкодав —  касир
- 1991 — Геніальна ідея —  художник
- 1992 — Анкор, ще анкор! —  капітан Ліховол, інтендант
- 1992 — Макаров —  Василь Іванович Цвєтаєв, старший прапорщик внутрішніх військ, один Макарова
- 1992 — Устриці з Лозанни —  Кліффорд, бухгалтер з Америки
- 1992 — Білий король, червона королева —  Золін
- 1992 — Міняйли —  Роланд Петрович Бабаскін, масовик-витівник
- 1992 — Відображення в дзеркалі
- 1992 — На тебе уповаю —  дідусь Віки
- 1993 — Альфонс —  Вова Бокин
- 1993 — Над темною водою —  Володимир
- 1993 — Свистун —  годинниковий майстер
- 1993 — Стрілець неприкаяний —  Герман Андрійович, колишній радянський журналіст
- 1994 — Життя і незвичайні пригоди солдата Івана Чонкіна —  Голубєв, голова колгоспу
- 1994 — Стомлені сонцем —  Кирик
- 1995 — Мусульманин —  Геннашка, пастух
- 1995 — Єхай! —  Петро Гаврилін
- 1995 — Прибуття поїзда (новела «Дорога») —  «новий росіянин»
- 1995 — Одинокий гравець —  Миша, приятель Миті, завсідник перегонів
- 1995 — Хрестоносець —  «Пузир», слідчий
- 1995 — Чорна вуаль —  Яків Ратіс, дядько Петра, чоловік Олімпіади
- 1996 — Ревізор —  Іван Кузьмич Шпекин, поштмейстер
- 1996 — Королева Марго —  Ла Юрьер
- 1998 — День повного місяця —  Ребров, саксофоніст
- 1998 — Хочу в тюрму —  Семен Семенович Лямкін
- 1998 — Стрінгер —  Петро Яворський, лідер політичної партії (алюзія на Володимира Жириновського)
- 1998 — Твір до Дня Перемоги —  Звягін
- 1999 — Сибірський цирульник —  Мокін, капітан, старший наглядач над юнкерами
- 1999 — Русский бунт —  Савельич, слуга Петра Гриньова
- 1999 — Страсний бульвар —  Дукин
- 2000 — Фортуна —  Гарік, мафіозо
- 2000 — Марш Турецького —  В'ячеслав Іванович Грязнов, заступник начальника МУР а (підполковник / полковник міліції), потім начальник МУРу (генерал-майор міліції)
- 2000 — Конвалія срібляста —  Євген Місочкін, сержант міліції, батько Зої
- 2000 — Президент і його внучка —  дядько Саша («Суслик»), ад'ютант генерала, охоронець внучки президента
- 2000—2013 — Таємниці палацових переворотів —  Андрій Іванович Остерман
- 2000 — Чорна кімната (новела «21:00») —  Микола Іванович, депутат
- 2003 — Ідіот —  Лук'ян Тимофійович Лебедєв, чиновник
- 2003 — Життя одна —  Кепка
- 2004 — Віддалений доступ —  Тимофій, один матері Жені
- 2005 — Турецький гамбіт —  Лаврентій Аркадійович Мізін, генерал, колишній шеф Ераста Фандоріна
- 2005 — Горинич і Вікторія —  Павло Гарібальдовіч Рауш, криміналіст на прізвисько «Горинич»
- 2005 — Доктор Живаго —  Олександр Громеко, вітчим доктора Живаго
- 2005 — Небесне життя —  Антей
- 2006 — Заєць над безоднею —  Іван Микитович Смирнов
- 2007 — Ленінград —  Малінін, майор держбезпеки
- 2007 — Війна і мир —  Михайло Іларіонович Кутузов, російський полководець, генерал-фельдмаршал
- 2008 — Сищик Путілін —  Іван Дмитрович Путілін, начальник розшукової поліції Санкт-Петербурга
- 2008 — Зникла імперія —  Степан Молодцов (в наші дні)
- 2008 — Палата № 6 —  Андрій Юхимович Рагін, доктор
- 2009 — Тарас Бульба —  колишній кошовий отаман
- 2009 — Ісаєв (фільм «Пароль не потрібен») —  Микола Іванович Ванюшин, головний редактор газети «Вільний Владивосток»
- 2009 — Не треба засмучуватися —  Павло Тюха
- 2009 — Іванов —  Михайло Михайлович Боркин, далекий родич Іванова та керуючий його маєтком
- 2010 — Стомлені Сонцем 2: Передстояння —  Кирик
- 2010 — Чорний баран
- 2010 — Строкаті сутінки —  Суворін, Лабух на прізвисько «Сувора»
- 2010 — Класні мужики —  Михайло Ілліч
- 2010 — З йолопом
- 2011 — Стомлені сонцем 2: Цитадель —  Кирик
- 2011 — Мисливці за діамантами —  Сергій Іванович Орлов, полковник міліції, начальник Шахова
- 2011 — Висоцький. Спасибі, що живий —  «Сірий піджак», полковник КДБ з Москви
- 2011 — Калачі —  дід Калач
- 2011 — Інтері —  Павло
- 2011 — Анакоп —  Жора
- 2012 — Білий тигр —  полковник, начальник госпіталю
- 2012 — Свято під замком —  Тарас Ефімич Бунько, батько Віри
- 2013 — Запах вересу —  генеральний директор А. А. Кащеєв
- 2013 — Тамарка —  Овсій Овсійович
- 2014 — Піддубний —  Друбич, менеджер Піддубного
- 2014 — Державний захист 3 —  Віталій Юхимович Суббота, полковник поліції, начальник відділу державного захисту свідків
- 2014 — Вовче сонце —  Тимофій Федорович Шилов, начальник ОГПУ міста Плутска
- 2016 — Три товариші —  Тимофій Федорович Шилов
- 2016 — Жили-були ми
- 2016 — Макарови —  Михайло Андрійович
- 2017 — Час перших —  Сергій Павлович Корольов, учений, інженер-конструктор, основоположник радянської космонавтики
- 2017 — Анна Кареніна. Історія Вронського —  сивий генерал
- 2017 — Жги! —  начальник колонії
- 2018 — Тренер —  Бергер
- 2019 — Чорнобиль. Зона відчуження. Фінал — Віктор Рябов
- 2021 — Пригрів — Давид Гуревич
- 2021 — Пробудження — Санич

## Визнання і нагороди
- Премія кінофестивалю «Кінотавр» за найкращу чоловічу роль (1991, фільм «Сукині діти»)
- Приз кінофестивалю «Сузір'я» за найкраще виконання ролі другого плану (1993, фільм «Загублений в Сибіру»).
- Премія «Ніка» за найкращу чоловічу роль другого плану (1993, фільм «Макаров»)
- Приз фестивалю «Кіношок» за найкращу чоловічу роль (1993, фільм «Макаров»)
- Почесне звання «Народний артист Російської Федерації» (1999)
- Премія «Золотий овен» за найкращу чоловічу роль другого плану (1999, фільм «Сибірський цирульник»)
- Премія «Ніка», премія «Кінотавр» за найкращу чоловічу роль (1999, фільм «Хочу в тюрму»)
- Державна премія Російської Федерації (1999, фільм «Сибірський цирульник»).
- Приз XXXI Московського міжнародного кінофестивалю за краще виконання чоловічої ролі (2009, «Палата № 6»)
- Премія «Ніка» (2010, за найкраще виконання чоловічої ролі («Палата № 6»))